# Гугл бомба
Термини Гугл бомба (енгл. Google bomb) или гугл бомбардовање (енгл. Google bombing) односе се на активности као што је креирање великог броја линкова што за последицу има да се поједине интернет странице појављују високо у гугл претрази за потпуно невезане или ирелевантне појмове, а често из сатиричних, политичких или пословних разлога.
Гуглов алгоритам за рангирање страница ће приказати неку интернет страницу међу првима у претрази уколико према њој води довољно линкова са других страница са сличним текстом линка. Енглески термин spamdexing има слично значење и описује намерно мењање ХТМЛ страница како би се повећала шанса да веб-сајт буде што ближе почетку резултата претраге, или како би се утицало на категорију која се додељује некој интернет страници на непоштен или обмањујући начин.
Термин googlewashing означава употребу медијске манипулације како би се променила перцепција неког појма или како би се истиснула конкуренција из резултата претраге.

## Историја
Први случај гугл бомбардовања забиљежен је још 1999. године, када је претрага за more evil than Satan himself („веће зло од самог Сатане“) као први резултат давала интернет сајт компаније Мајкрософт.
Први забележени креатор гугл бомбе је интернет часопис за хумор Hugedisk Men's Magazine, који је термин „dumb motherfucker“ користио као име линка ка сајту који је продавао ствари везане за Џорџа В. Буша. Часопис је, под претњом тужбе, морао да прекине гугл бомбрдовање.
Појам „гугл бомба“ први је употребио Адам Матес у чланку који је објављен 6. априла 2001. у онлајн часопису uber.nu.

## Примери
- Године 2003, Стивен Лернер је направио интернет страницу под називом „French Military Victories“ („француске војне победе“) на којој је био исписан текст сличан оном који се појављује у гугл претрази када није пронађен ниједан резултат.[5] На страници је писало: Претрага за „француске војне победе“ није пронашла ниједну одговарајућу страницу. Да ли сте мислили француски војни порази? Ова страница је једно време била први (осећам се срећним) резултат за појам „French Military Victories“ у гугл претрази.
- Такође 2003. године, колумниста Ден Севиџ започео је кампању чији је циљ био да се дефинише реч „санторум“ тако што ће јој бити дато ново вулгарно значење, а као одговор на неколико контроверзних изјава о хомосексуалности које је дао бивши сенатор Рик Санторум. Севиџ је покренуо веб-сајт spreadingsantorum.com чија је сврха била да шири нову дефиницију речи. Овај сајт је ускоро избио на прво место гугл претраге за реч „санторум“.
- Године 2011, активисти за забрану абортуса су постигли да чланак „Абортус“ на википедији на енглеском језику буде други резултат у гугл претрази за појам „убиство“.[6]